# Prevole
Prevole (Duits: Preewald of Prewole bei Seisenberg) is een plaats in Slovenië en maakt deel uit van de gemeente Žužemberk in de NUTS-3-regio Jugovzhodna Slovenija. De plaats telde 88 inwoners op 1 januari 2020.